# Quadro de medalhas dos Jogos Pan-Americanos de 2011
O quadro de medalhas dos Jogos Pan-Americanos de 2011 é uma lista que classifica os Comitês Olímpicos Nacionais das Américas de acordo com o número de medalhas conquistadas nos Jogos realizados em Guadalajara, no México.
A primeira medalha de ouro foi conquistada pela ciclista dos Estados Unidos Heather Irmiger ao vencer a prova feminina de cross-country no mountain bike após liderar as quatro voltas previstas no percurso, num total de 6 200 metros, com o tempo de uma hora, 34 minutos e nove segundos. A medalha de prata foi conquistada pela mexicana Lorenza Morfín e o bronze pela canadense Amanda Sin.
A primeira medalha brasileira foi de prata e conquistada por Yane Marques no pentatlo moderno. Apesar de ter iniciado o evento combinado entre tiro e corrida na primeira posição, foi superada pela atleta dos Estados Unidos, Margaux Isaksen, vencedora na esgrima e da corrida. A atleta mexicana Tamara Vega ficou com o bronze. As duas primeiras colocadas se classificaram para os Jogos Olímpicos de Londres 2012.
Já a primeira medalha de ouro brasileira foi conquistada pelo nadador Thiago Pereira na prova de 400 metros nado medley com o tempo de quatro minutos, 16 segundos e 68 centésimos superando os nadadores Conor Dwyer e Robert Margalis, ambos dos Estados Unidos, medalhas de prata e bronze, respectivamente.

## O quadro
O quadro de medalhas está classificado de acordo com o número de medalhas de ouro, estando as medalhas de prata e bronze como critérios de desempate em caso de países com o mesmo número de ouros.
     País sede destacado.
| Ordem | País                      | Medalha de ouro | Medalha de prata | Medalha de bronze |       |
| ----- | ------------------------- | --------------- | ---------------- | ----------------- | ----- |
| 1     | USA Estados Unidos        | 92              | 79               | 66                | 237   |
| 2     | CUB Cuba                  | 58              | 35               | 43                | 136   |
| 3     | BRA Brasil                | 48              | 35               | 58                | 141   |
| 4     | MEX México                | 42              | 41               | 50                | 133   |
| 5     | CAN Canadá                | 30              | 40               | 49                | 119   |
| 6     | COL Colômbia              | 24              | 25               | 35                | 84    |
| 7     | ARG Argentina             | 21              | 19               | 34                | 74    |
| 8     | VEN Venezuela             | 11              | 27               | 33                | 71    |
| 9     | DOM República Dominicana  | 7               | 9                | 17                | 33    |
| 10    | ECU Equador               | 7               | 8                | 9                 | 24    |
| 11    | GUA Guatemala             | 7               | 3                | 5                 | 15    |
| 12    | PUR Porto Rico            | 6               | 8                | 8                 | 22    |
| 13    | CHI Chile                 | 3               | 16               | 24                | 43    |
| 14    | JAM Jamaica               | 1               | 5                | 1                 | 7     |
| 15    | CAY Ilhas Cayman          | 1               | 1                | 1                 | 3     |
| 15    | BAH Bahamas               | 1               | 1                | 1                 | 3     |
| 17    | AHO Antilhas Neerlandesas | 1               |                  | 1                 | 2     |
| 18    | CRC Costa Rica            | 1               |                  |                   | 1     |
| 19    | URU Uruguai               |                 | 3                | 2                 | 5     |
| 20    | PER Peru                  |                 | 2                | 5                 | 7     |
| 21    | TRI Trinidad e Tobago     |                 | 2                | 2                 | 4     |
| 22    | SKN São Cristóvão e Neves |                 | 2                |                   | 2     |
| 23    | ESA El Salvador           |                 | 1                | 1                 | 2     |
| 24    | DMA Dominica              |                 | 1                |                   | 1     |
| 25    | BAR Barbados              |                 |                  | 2                 | 2     |
| 25    | BOL Bolívia               |                 |                  | 2                 | 2     |
| 25    | PAR Paraguai              |                 |                  | 2                 | 2     |
| 28    | GUY Guiana                |                 |                  | 1                 | 1     |
| 28    | PAN Panamá                |                 |                  | 1                 | 1     |
| TOTAL | TOTAL                     | 361             | 363              | 453               | 1 177 |

## Mudanças no quadro de medalhas

### Por doping
- CAN Aaron Rathy perdeu a medalha de prata na prova do wakeboard do esqui aquático por uso da substância metilhexanamina. Marcelo Giardi, do Brasil, herdou a medalha, deixando o bronze para Alejo de Palma, da Argentina.[6]

- VEN Víctor Castillo perdeu a medalha de ouro na prova do salto em distância do atletismo em 9 de novembro de 2011, também por uso de metilhexanamina.[7] Daniel Pineda, do Chile, herdou a medalha, deixando a prata para David Registe, de Dominica, e o bronze para Jeremy Hicks, dos Estados Unidos.

- ARG Fernando Iglesias perdeu a medalha de bronze na categoria até 60 kg masculino da luta livre em 6 de janeiro de 2012, por uso de clenbuterol e furosemida.[8] Luis Portillo, de El Salvador, herdou a medalha.